# Jakob Friedrich von Bredow
Jakob Friedrich von Bredow (* 10. Dezember 1702 in Bredow; † 7. Mai 1783 in Brandenburg) war ein preußischer Generalmajor und Chef des gleichnamigen Kürassierregiments.

## Leben

### Eltern
Er war der Sohn des Kapitäns Jakob Ludolf von Bredow (* 28. Dezember 1667; † 20. Oktober 1725), dem Erbherren auf Bredow. Seine Mutter war Anna Elisabeth von Bredow (* 23. April 1675; † 3. März 1710), sie war die Schwester von Generalleutnant Asmus Ehrenreich von Bredow (1693–1756).

### Militärkarriere
Von Bredow trat 1717 in preußische Dienste und kam in das Kürassierregiment des Kronprinzen. Er durchlief dort die Offiziersstellen und wurde am 27. September 1746 Major. Am 9. Dezember 1757 wurde er vom Oberstleutnant gleich zum Generalmajor befördert. 1758 erhielt er das Kürassierregiment „Alt-Schönaich“. Er ging beim Gefecht von Maxen in österreichische Gefangenschaft. Von dort wurde er am Ende des Krieges 1763 entlassen und von einem preußischen Kriegsgericht verurteilt.
Er wurde aber erst 1769 auf eigenen Wunsch aus der Armee entlassen. Zwischen 1740 und 1759 nahm er an allen Feldzügen teil. Er kämpfte in den Schlachten von Hohenfriedberg, Lobositz, Kolin, Breslau, Leuthen, Zorndorf und Hochkirch. Für seine Tapferkeit in der Schlacht bei Chotusitz wurde von Bredow mit dem Orden Pour le Mérite ausgezeichnet. In der Schlacht bei Soor bekam er einen Schuss in die Schulter.
Nach seiner Entlassung geriet er in finanzielle Schwierigkeiten und wollte sich erschießen. Die Kugel prallte aber von seinem Schädel ab. Als General Friedrich Wilhelm von Seydlitz davon hörte, intervenierte er beim König und verschaffte Bredow eine Pension von 1000 Talern. Kurz danach starb sein Bruder; er erbte viel Geld, das er später der Armenpflege vermachte.